# Jack D. Moore
Jack D. Moore (* 15. April 1906; † 29. Dezember 1998 in Santa Monica, Kalifornien) war ein US-amerikanischer Szenenbildner, der 1950 den Oscar für das beste Szenenbild erhielt sowie weitere fünf Mal dafür nominiert war.

## Leben
Moore begann Mitte der 1930er Jahre als Szenenbildner in der Filmindustrie Hollywoods und wirkte erstmals als Associate Set Decorator bei dem Film The Barretts of Wimpole Street (1934) von Sidney Franklin mit. Im Laufe seiner Karriere war er an der Entstehung von rund 50 Filmen beteiligt.
Bei der Oscarverleihung 1943 war er zusammen mit Cedric Gibbons, Randall Duell und Edwin B. Willis für den Schwarzweißfilm Gefundene Jahre (1942) von Mervyn LeRoy erstmals für einen Oscar nominiert.
1950 erhielt er dann zusammen mit Cedric Gibbons, Paul Groesse und Edwin B. Willis den Oscar für das beste Szenenbild bei dem Farbfilm Kleine tapfere Jo (1949) von Mervyn LeRoy.
Anschließend war er weitere Male für den Oscar für das beste Szenenbild nominiert und zwar 1952 gemeinsam mit Cedric Gibbons, Paul Groesse und Edwin B. Willis für den Schwarzweißfilm Zu jung zum Küssen (1951) von Robert Z. Leonard sowie bei der Oscarverleihung 1954 sowohl für den Farbfilm Die Thronfolgerin (1953) von George Sidney mit Cedric Gibbons, Urie McCleary und Edwin B. Willis als auch für den Farbfilm War es die große Liebe? (1953) von Vincente Minnelli und Gottfried Reinhardt gemeinsam mit Cedric Gibbons, E. Preston Ames, Edward C. Carfagno, Gabriel Scognamillo, Edwin B. Willis, F. Keogh Gleason sowie Arthur Krams. 1970 erfolgte eine weitere Nominierung für Sweet Charity (1969) von Bob Fosse zusammen mit Alexander Golitzen und George C. Webb.
Seine letzte Nominierung für einen Oscar für das beste Szenenbild erhielt er gemeinsam mit Alexander Golitzen, E. Preston Ames und Mickey S. Michaels bei der Oscarverleihung 1971 für Airport (1970) von George Seaton, der zugleich auch sein letzter Film als Szenenbildner war.

## Filmografie (Auswahl)
- 1934: Der Tyrann (The Barretts of Wimpole Street)
- 1935: No More Ladies
- 1936: Die Kameliendame (Camille)
- 1937: Feuer über Irland (Parnell)
- 1939: Die Frauen (The Women)
- 1940: Susan und der liebe Gott (Susan and God)
- 1940: Der Draufgänger (Boom Town)
- 1942: Schiff ahoi! (Ship Ahoy)
- 1942: Sieben junge Herzen (Seven Sweethearts)
- 1942: Gefundene Jahre (Random Harvest)
- 1942: Die ganze Wahrheit (Keeper of the Flame)
- 1946: Der unbekannte Geliebte (Undercurrent)
- 1947: Liebe auf den zweiten Blick (Living in a Big Way)
- 1947: Der Windhund und die Lady (The Hucksters)
- 1948: Ein Bandit zum Küssen (The Kissing Bandit)
- 1948: B.F.’s Daughter
- 1948: Die unvollkommene Dame (Julia Misbehaves)
- 1949: Kleine tapfere Jo (Little Woman)
- 1949: Das Schicksal der Irene Forsyte (That Forsyte Woman)
- 1949: Zum Zerreißen gespannt (Tension)
- 1949: Heut’ gehn wir bummeln (On the Town)
- 1950: Liebeslied auf Tahiti (Pagan Love Song)
- 1950: Das Raubtier ist los! (The Reformer and the Redhead)
- 1950: The Magnificent Yankee
- 1950: Asphalt-Dschungel (The Asphalt Jungle)
- 1950: Liebeslied auf Tahiti (Pagan Love Song)
- 1951: Der Gauner und die Lady (The Law and the Lady)
- 1951: Zu jung zum Küssen (Too Young to Kiss)
- 1951: Der große Caruso (The Great Caruso)
- 1951: Hübsch, jung und verliebt (Rich, Young and Pretty)
- 1953: Männer machen Mode (Lovely to Look At)
- 1953: War es die große Liebe? (Story of Three Loves)
- 1953: Ein verwöhntes Biest (The Girl Who Had Everything)
- 1953: Die Thronfolgerin (Young Bess)
- 1953: Herzen im Fieber (Torch Song)
- 1954: Das Tal der Könige (Valley of the Kings)
- 1954: Damals in Paris (The Last Time I Saw Paris)
- 1955: Unterbrochene Melodie (Interrupted Melody)
- 1955: Tyrannische Liebe (Love Me or Leave Me)
- 1955: Die zarte Falle (The Tender Trap)
- 1956: Gaby
- 1969: Sweet Charity
- 1970: Airport